# 千厩テレビ中継局
千厩テレビ中継局（せんまやテレビちゅうけいきょく）は、岩手県一関市の旧東磐井郡千厩町域に置かれているテレビ中継局。

## 中継局概要

### デジタルテレビ放送
| リモコン 番号 | 放送局名               | チャンネル 番号 | 空中線 電力 | ERP  | 偏波面   | 放送対象地域 | 放送区域 内世帯数 | 運用開始日     |
| ------------- | ---------------------- | --------------- | ----------- | ---- | -------- | ------------ | ----------------- | -------------- |
| 1             | NHK 盛岡総合           | 57 → 51         | 1W          | 2.2W | 水平偏波 | 岩手県       | 4,632世帯         | 2010年 10月1日 |
| 2             | NHK 盛岡教育           | 55 → 49         | 1W          | 2.2W | 水平偏波 | 全国         | 4,632世帯         | 2010年 10月1日 |
| 4             | TVI テレビ岩手         | 27              | 1W          | 2.2W | 水平偏波 | 岩手県       | 4,632世帯         | 2010年 10月1日 |
| 5             | IAT 岩手朝日テレビ     | 43              | 1W          | 2.2W | 水平偏波 | 岩手県       | 4,632世帯         | 2010年 10月1日 |
| 6             | IBC 岩手放送           | 15              | 1W          | 2.2W | 水平偏波 | 岩手県       | 4,632世帯         | 2010年 10月1日 |
| 8             | mit 岩手めんこいテレビ | 29              | 1W          | 2.2W | 水平偏波 | 岩手県       | 4,632世帯         | 2010年 10月1日 |

- 所在地： 一関市千厩町磐清水字三島（三島山）[5]
- 放送区域： 一関市の一部（旧・千厩町と旧・藤沢町の各一部）[5]
- 2010年6月22日に予備免許が交付され[6][7]、9月上旬に試験電波を発射。9月28日に本免許が交付され[4]、10月1日に本放送を開始した[4]。

### アナログテレビ放送
| チャンネル 番号 | 放送局名               | 空中線 電力       | ERP                  | 偏波面   | 放送対象地域 | 放送区域 内世帯数 | 運用開始日      |
| --------------- | ---------------------- | ----------------- | -------------------- | -------- | ------------ | ----------------- | --------------- |
| 4               | NHK 盛岡総合           | 映像1W/ 音声250mW | 映像910mW/ 音声230mW | 水平偏波 | 岩手県       | 3563世帯          | 1965年 3月28日  |
| 6               | IBC 岩手放送           | 映像1W/ 音声250mW | 映像890mW/ 音声220mW | 水平偏波 | 岩手県       | 3557世帯          | 1968年 7月25日  |
| 8               | NHK 盛岡教育           | 映像1W/ 音声250mW | 映像930mW/ 音声230mW | 水平偏波 | 全国         | 3563世帯          | 1965年 3月28日  |
| 31              | IAT 岩手朝日テレビ     | 映像10W/ 音声2.5W | 映像26W/ 音声6.6W    | 水平偏波 | 岩手県       | 4143世帯          | 2000年 3月31日  |
| 33              | mit 岩手めんこいテレビ | 映像10W/ 音声2.5W | 映像26W/ 音声6.6W    | 水平偏波 | 岩手県       | 4205世帯          | 1998年 12月18日 |
| 35              | TVI テレビ岩手         | 映像10W/ 音声2.5W | 映像26W/ 音声6.6W    | 水平偏波 | 岩手県       | 4205世帯          | 1976年 11月12日 |

- 所在地： デジタルテレビ放送に同じ
- 2011年7月24日をもってすべて廃止される予定だったが、3月11日に発生した東日本大震災の影響により、2012年3月31日に延期された。